# Cis creberrimus
Cis creberrimus es una especie de coleóptero de la familia Ciidae.

## Distribución geográfica
Habita en Estados Unidos, México, Brasil.